# 高世雨
高世雨（1533年—？），字元化，號少浒，河南開封府原武縣人，民籍，明朝政治人物。

## 生平
隆慶元年（1567年）丁卯科河南鄉試第二十四名舉人。隆慶二年（1568年）中式戊辰科會試第二百八十五名，三甲第五十九名進士。授邯郸知县。萬曆十一年（1583年）十月以河間長蘆盐运使陞陝西行太僕寺卿兼僉事。

## 家族
曾祖高敬，監生；祖父高舉，知縣 贈知州；父高自脩，府同知。前母靳氏（封宜人）；母薛氏。永感下。兄世霖（王府典膳）。弟世鹽、世航。